# Heteragrion muryense
Heteragrion muryense är en trollsländeart som beskrevs av Costa och Santos 2000. Heteragrion muryense ingår i släktet Heteragrion och familjen Megapodagrionidae. Inga underarter finns listade i Catalogue of Life.